# Stamboliïski
Stamboliïski (Bulgaars: Стамболийски) is een stad in Bulgarije in de oblast  Plovdiv. Op 31 december 2018 telde de stad 10.846 inwoners, hoofdzakelijk etnische Bulgaren (~95,3%) en kleinere groepen Roma (3%).